# الور گاجا
الور گاجا (به لاتین: Alor Gajah) یک منطقهٔ مسکونی در مالزی است که در ایالت ملاکا واقع شده‌است.